# Gymnomma nitidiventris
Gymnomma nitidiventris là một loài ruồi trong họ Tachinidae.